# NGC 5878

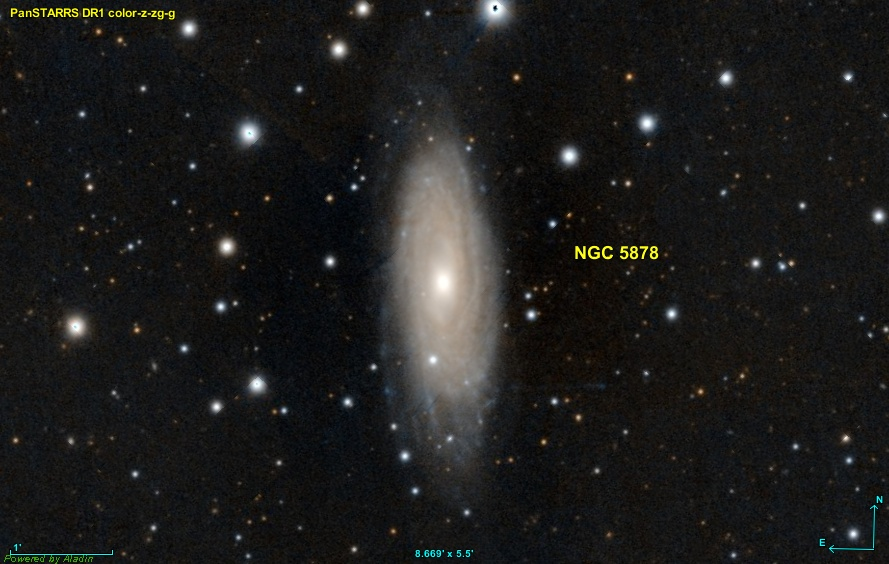
Imagem criada com o software Aladin Sky Atlas do Strasbourg Astronomical Data Center e Pan-STARRS

NGC 5878 é uma galáxia espiral (Sb) localizada na direcção da constelação de Libra. Possui uma declinação de -14° 16' 13" e uma ascensão recta de 15 horas, 13 minutos e 45,7 segundos.
A galáxia NGC 5878 foi descoberta em 30 de Abril de 1788 por William Herschel.